# Klášter nazarénů (Nitra)
Klášter Nazarenů se nachází na úpatí vrchu Kalvárie nad kostelem Nanebevzetí Panny Marie v Nitře. Objekt patří misijnímu domu Společnosti Božího Slova, jehož součástí je i Misijní muzeum. Najdete zde exponáty z misijních cest kněží. Objekt zčásti využívá Slovenská zemědělská univerzita v Nitře. O současnou podobu se zasloužil architekt Milan Michal Harminc.

## Historie
Vedle kostela Matky Boží dal postavit biskup Ján Gustinyi malý pozdně renesanční klášter Nazarenů s osmi celami, kuchyní, sklepem, jídelnou a malým dvorem. Vybudován byl pro řád Nazarenů (španělský řád), kvůli drsnému podnebí byli nuceni se odstěhovat. Místo nich se zde usadili penzionovaní kněží. V letech 1878–1885 byl bývalý klášter přestavěn a později bylo dostavěno ještě jedno patro. Sloužil i jako sirotčinec.